# قراقویون
قراقویون (به لاتین: Karakoyun) یک منطقه مسکونی سابق در ارمنستان است که در استان گغارکونیک واقع شده‌است.